# Rossella Fiamingová
Rossella Fiamingová (* 14. července 1991 Catania) je italská šermířka, její disciplínou je kord. Je členkou klubu Gruppo Sportivo Forestale, reprezentujícího policejní složky zaměřené na ochranu přírody. Jejím osobním trenérem je Gianni Sperlinga. Studuje na Univerzitě v Catanii.
Je dvojnásobnou juniorskou mistryní Evropy v individuální i týmové soutěži z let 2009 a 2010. Startovala na olympiádě v Londýně, kde skončila na sedmém místě mezi jednotlivkyněmi i družstvy. Vyhrála soutěž kordistek na Středomořských hrách 2013 a stala se mistryní světa v letech 2014 i 2015, byla teprve druhou kordistkou v historii po Lauře Flesselové-Colovicové, která dokázala na MS obhájit titul. Na ME 2015 získala stříbrnou medaili v individuální soutěži a bronzovou s italským družstvem.
V roce 2015 jí Italský národní olympijský výbor udělil cenu Collare d'oro al merito sportivo.
Na olympiádě 2016 v Rio de Janeiro se v soutěži kordistek probojovala do finále, kde podlehla Maďarce Emese Szászové 13:15, i když v průběhu zápasu vedla o čtyři body. Na dalších dvou olympijských hrách získala medaile v soutěži družstev v kordu; nejprve bronz v Tokiu na LOH 2020 a poté zlato v Paříži na LOH 2024.